# Usseau (Vienne)
Usseau é uma comuna francesa na região administrativa da Nova Aquitânia, no departamento de Vienne. Estende-se por uma área de 18,95 km². Em 2010 a comuna tinha 613 habitantes (densidade: 32,3 hab./km²).